# William Lanne

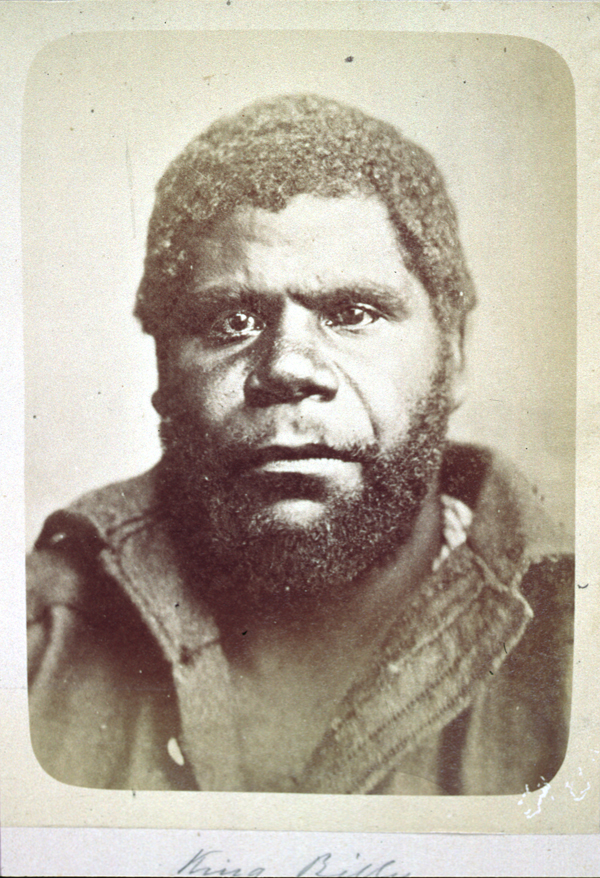
William Lanne

William Lanne (* 1835 am Coal River, Tasmanien; † 3. März 1869 in Hobart, Tasmanien), auch William Laney geschrieben und King Billy genannt, war der letzte unvermischte Tasmanier, ein Aborigine. Er war einer der Ehemänner von Truganini, eine der letzten unvermischten weiblichen Tasmanierinnen.

## Leben
William Lanne wurde 1835 als eines von fünf Kindern in einer Aborigines-Familie geboren, die im Jahr 1842 am Coal River auf Tasmanien nach Flinders Island in ein Aborigines-Reservat deportiert wurde. Dieses Reservat wurde nach der Durchführung der sogenannten Black Line eingerichtet, die eine Vertreibung der 5000 bis 7000 Tasmanier von ihrer angestammten Heimat war, die die britischen Kolonisatoren gewaltsam durchgeführt hatten. Die Anzahl der dortigen Bewohner reduzierte sich von ursprünglich 100 Personen nach und nach wegen Krankheiten und schlechter Unterbringung auf 44 Personen. Am 28. Dezember 1847 erfolgte
die Umsiedlung dieser Personen nach Oyster Cove, ebenfalls ein Aborigines-Reservat, das westlich des Derwent River lag. Sein Name William Lanne wurde ihm von den britischen Kolonisten gegeben und sein ursprünglicher Namen, dem ihm seine Aborigines-Eltern gaben, ist nicht bekannt.

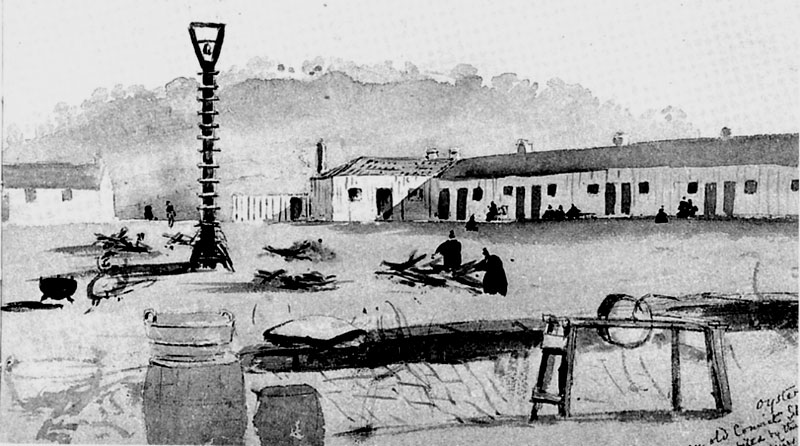
Oyster Cove

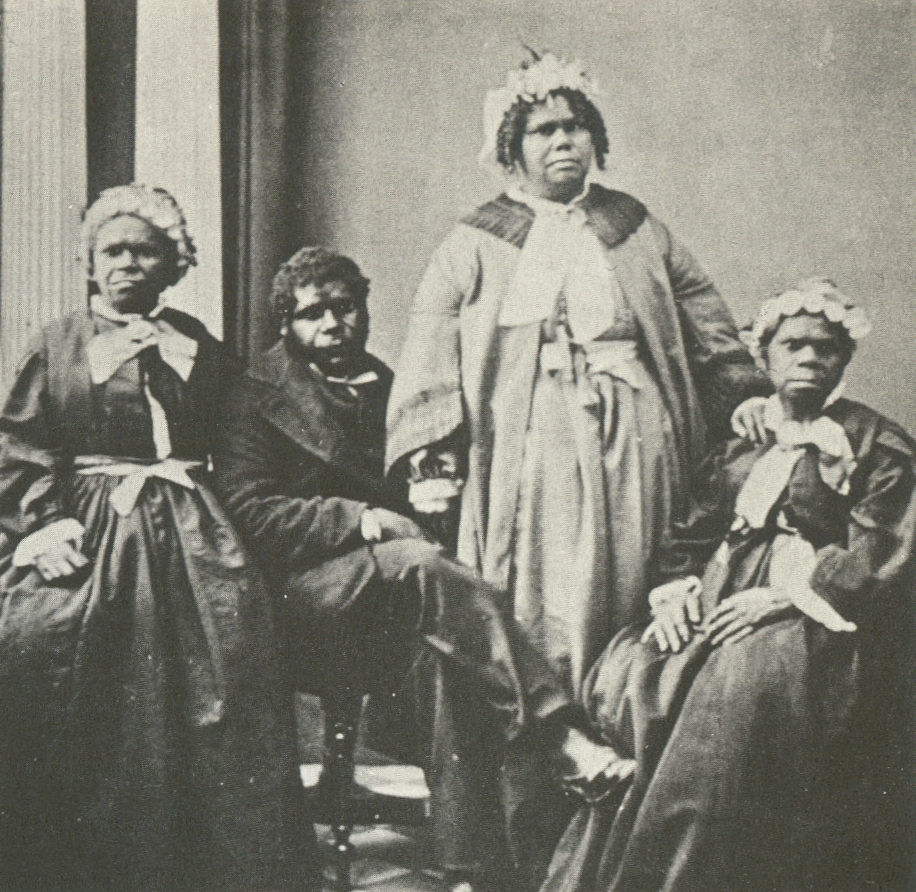
William Lanne und Truganini (rechts)

Unter den Deportierten war auch der 12 Jahre alte William. Dort erhielt er eine Ausbildung, die ihn lediglich leidlich zum Lesen und Schreiben befähigte. Im Januar 1852 erhielt er einen Ausbildungsplatz bei einem Farmer östlich des Derwent River. Wie er sich dort, sich sein Leben sowie seine Verbindung zur Oyster Cove entwickelte, ist nicht näher bekannt. Bekannt ist, dass er bei Aborigines-Frauen auf Oyster Cove sehr beliebt war und häufig gesellig in Bars weilte. Bekannt ist auch, dass auf Schiffen anheuerte, die Walfang betrieben. Auf den Schiffen wurde er bereits damals schon King Billy genannt. Ungewöhnlich für einen Seemann heiratete er, und zwar die Aborigine Truganini, die viel älter als er war. Er war deren vierter Ehemann. William Lanne blieb kinderlos.
William Lanne wusste, dass er der letzte unvermischte Tasmanier ist, und soll angenommen haben, dass er ein König (King Billy) sei. Er reiste im November 1866 nach England und sprach vor seiner Abreise davon, dass er Queen Victoria treffen wolle. Am 4. März 1868 heuerte auf dem Schiff Runnymede für eine lange Seefahrt an. Von dieser Reise kehrte er in Hobart am 3. Februar 1869 übergewichtig und krank zurück und starb am 3. März 1869 an den Folgen von Cholera.

## Beisetzung und Exhumierung
Auf William Lannes Sarg war ein schwarzes Opossumfell aufgelegt, als Symbol der Aborigines. Auf dem Fell befanden sich zwei Aboriginie-Speere und hölzerne Waddys, umschlungen von einem Union Jack, der von den Schiffskameraden des Verstorbenen dargeboten worden war. Über den genauen Symbolismus letzteren Arrangements ist nichts bekannt. Die vier Sargträger stellten ebenfalls seine Schiffskameraden der Runnymede, inklusive des Kapitäns.
Sein Leichnam wurde nach seiner Beerdigung exhumiert und sein Skelett entnommen. Entsprechend den damals gültigen und heute fragwürdigen wissenschaftlichen Kriterien wurde es von unterschiedlichen Ärzten untersucht, dabei wurde das Skelett aufgeteilt und nie mehr zusammengefügt. Bis zum heutigen Tag ist der Aufenthaltsorts seines Kopfes unbekannt.

## Nachwirken

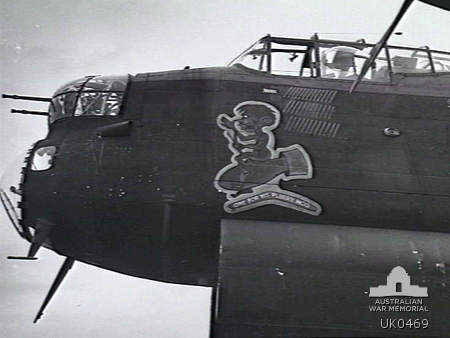
Cartoon mit Billy King auf einem australischen Bomberflugzeug (1943)

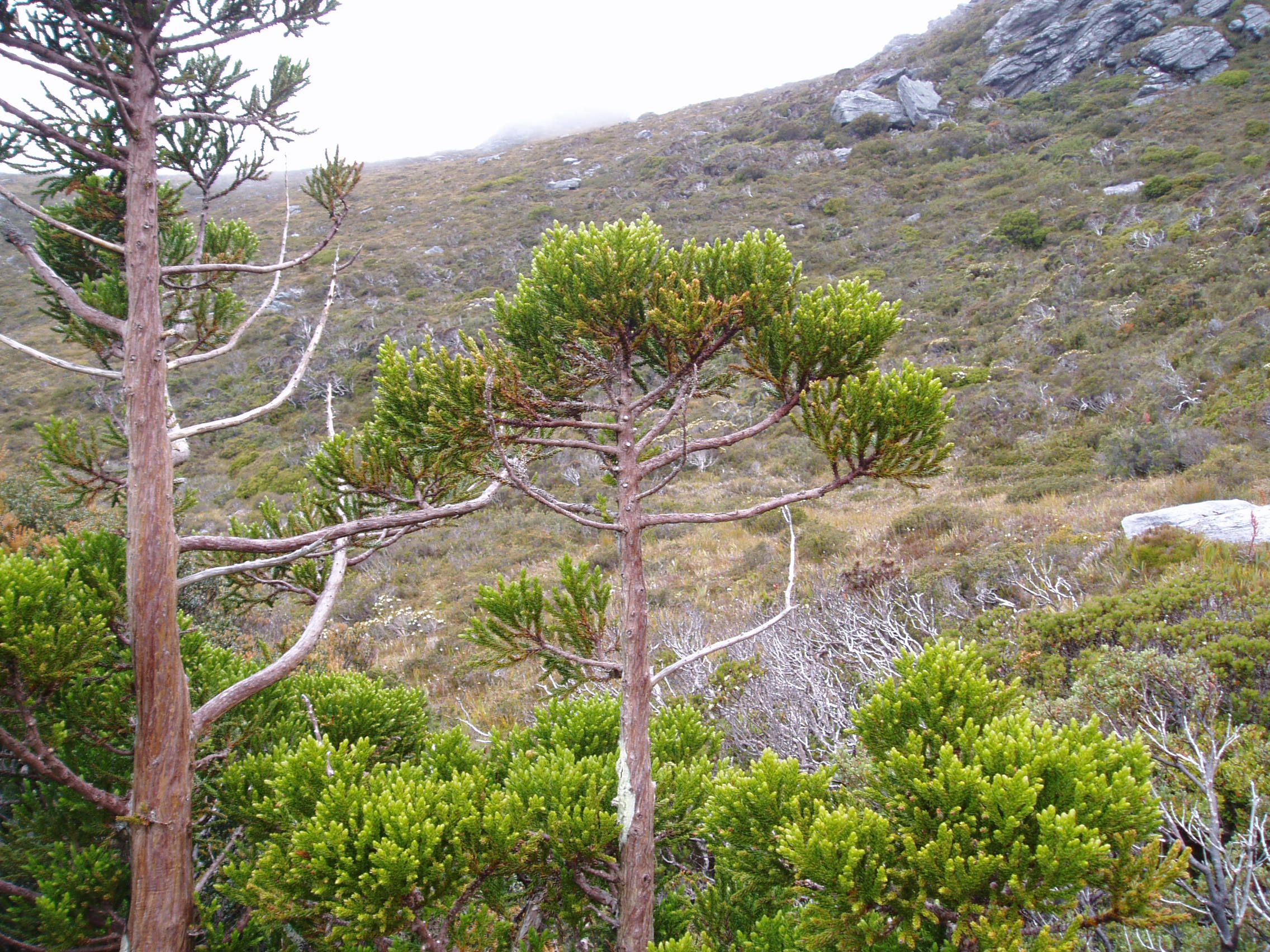
King Billy Pine (Sichelförmige Schuppenfichte) im Westen Tasmaniens

Zur Erinnerung an William Lanne und an seinen zweiten Namen Billy King wurde die Sichelförmige Schuppenfichte (Athrotaxis selaginoides), ein Baum mit einem Durchmesser von bis zu 2 Metern, der 20 bis 30 Meter hoch wird, King Billy Pine oder King William Pine genannt. Die Pflanze ist empfindlich und steht unter Naturschutz, wächst nur in bergigem Gelände in Höhen von 400 bis 1200 Meter und ist in Tasmanien endemisch.
Während des Zweiten Weltkriegs wurde auf einem australischen Bombenflugzeug ein Cartoon aufgebracht, das King Billy sitzend auf einer Bombe zeigt. Das Flugzeug der Royal Australian Air Force war während des Weltkriegs auf dem Militärflughafen RAF Waddington der britischen Royal Air Force in der Grafschaft Lincolnshire in England stationiert.